# Giardini pubblici (Velence)
A Giardini pubblici (magyarul Nyilvános park vagy Közkert) Velence egyik zöldterülete a város történelmi belterületén.

## Elhelyezkedése
A Castello negyed részét képezi, a viale Giardini Pubblici mentén helyezkedik el, ez a riva dei Sette Martiri folytatása a ponte dei Giardini nevű hídig, ami a rio dei Giardini nevű csatorna első hídja. Az eredeti nevén Giardini napoleonici vagy Giardini di Castello kisebbik része (kb. 18 ezer m²), nagyjából a riva dei Sette Martiri, viale Trieste és a via Giuseppe Garibaldi közötti terület. Az egykori park nagyobbik része (kb. 42 ezer m²) a tulajdonképpeni Biennálé-kertek. Ez nagyjából a viale Trieste, calle Paludo és a viale IV Novembre közötti terület. Ez utóbbitól kelet-délkeleti irányban a velencei zöldövezet folytatása, az úgynevezett Pineta di Sant’Elena vagy más néven Parco delle Rimembranze fekszik.

## Megközelítése
Több állandó és időszakos vízibuszjárat által érintett megálló is fekszik a közelében: a Giardini. Természetesen gyalogosan is megközelíthető a Szent Márk tértől mintegy félórányi sétával.

## Története
Egy időben a külvárosi halászok, csipkeverők és gyöngyhalászok működtek itt, az úgynevezett Motta di Sant’Antonión. 1807-ben épült Napóleon rendeletére az ősi vallási komplexum (San Domenico-templom és -kolostor, Sant’Antonio di Bari-templom és -kolostor, a kapucinus templom és kolostor, Szent Antal-apátság és tengerészispotály) helyén. Az épületek bontási anyagát kis dombba halmozták fel, amelyen kávéház állt, ma a Biennálé-kertek egyik pavilonja.
Több híres ember szobra, műemlékek különböző vállalkozásokról találhatók mai területén.
A botanikus kertben több mint száz növényfaj: hársak, májusfák, platánok, fagyalok, babérok, fikuszok, valamint felfedezőjükről elnevezett ritka és egzotikus növények találhatók.
A Giardini pubblici az egyetlen olyan park az egész városban, amelyet a napóleoni időkben - 1807 - alakítottak ki, itáliai stílusban, de mára nem maradt belőle semmi, mivel a 19. században angolkertté változtatták. A portál terve Giannantonio Selva velencei műépítész nevéhez fűződik, aki – többek közt – a La Fenice operaház, a San Maurizio-templom, a Palazzo Dolfin Manin, a város meghatározó építményeinek alkotója.